# Pisodéri
Pisodéri, en grec moderne : Πισοδέρι, est un village du dème de Préspes, district régional de Flórina, en Macédoine-Occidentale, Grèce. 
Selon le recensement de 2011, la population du village compte 7 habitants.